# Sironj
Sironj är en ort i Indien.   Den ligger i distriktet Vidisha och delstaten Madhya Pradesh, i den centrala delen av landet, 500 km söder om huvudstaden New Delhi. Sironj ligger 472 meter över havet och antalet invånare är 45 455.
Terrängen runt Sironj är platt. Runt Sironj är det ganska tätbefolkat, med 155 invånare per kvadratkilometer. Det finns inga andra samhällen i närheten. Trakten runt Sironj består till största delen av jordbruksmark.